# Konsta Lappalainen
Konsta Lappalainen (* 11. August 2002) ist ein finnischer Automobilrennfahrer.

## Karriere

### Kart- und Formelsport
Konsta Lappalainen fing seine Motorsportkarriere im Kartsport an. Von 2012 bis 2016 startete er in finnischen und internationalen Kartserien. Sein größter Erfolg im Kartsport war 2016 der Meistertitel in der OK-Wertung der Finnischen Kartmeisterschaft.
Parallel zum Kart stieg er 2016 im Formelsport ein. 2016 und 2017 trat er in der Formel STCC Nordic und in der Spanischen Formel-4-Meisterschaft an. In der Formel STCC Nordic wurde er 2017 Vizemeister und in der Spanischen Formel-4-Meisterschaft erreichte er mit dem 13. Rang sein bestes Gesamtergebnis in der Rennserie.
In der Saison 2017 und 2018 fuhr er in der Nordeuropäischen Formel-4-Meisterschaft und gewann in seinem zweiten Jahr in der Serie den Meistertitel. Parallel dazu startete er 2018 in der Formel Akademie Finnland und belegte den vierten Rang im Gesamtklassement. In der ADAC Formel 4 erreichte er in dem Jahr den 15. Gesamtplatz.
Danach wechselte er in die Formel 3 und fuhr 2019 bis 2021 für das Team KIC Motorsport in der Formel Regional Europameisterschaft. Seine beste Gesamtplatzierung erreichte er in der Serie 2020 mit dem sechsten Rang.

### GT-Motorsport
Mit der Saison 2021 stieg er in den GT-Sport ein. 2021 und 2022 fuhr er für das Team Emil Frey Racing mit einem Lamborghini Huracán GT3 Evo in der GT World Challenge Europe. In der Silber-Wertung des Langstrecken-Cups wurde er 2022 Dritter.
In der Intercontinental GT Challenge ging er für Emil Frey Racing 2021 und 2022 jeweils zu einem Rennen an den Start. In der ADAC GT Masters trat er 2022 an und wurde zusammen mit Mick Wishofer 17. in der Gesamtwertung.